# Stubendorf
Stubendorf, polnisch Izbicko ist ein Dorf und Hauptort der gleichnamigen Landgemeinde im oberschlesischen Powiat Strzelecki in der Woiwodschaft Opole, die seit 2006 offiziell zweisprachig ist (Polnisch und Deutsch).

## Geografie
Das Straßendorf Stubendorf liegt 15 Kilometer südwestlich von Oppeln und 10 Kilometer nordwestlich von Strzelce Opolskie (Groß Strehlitz) im Schlesischen Tiefland.

## Geschichte

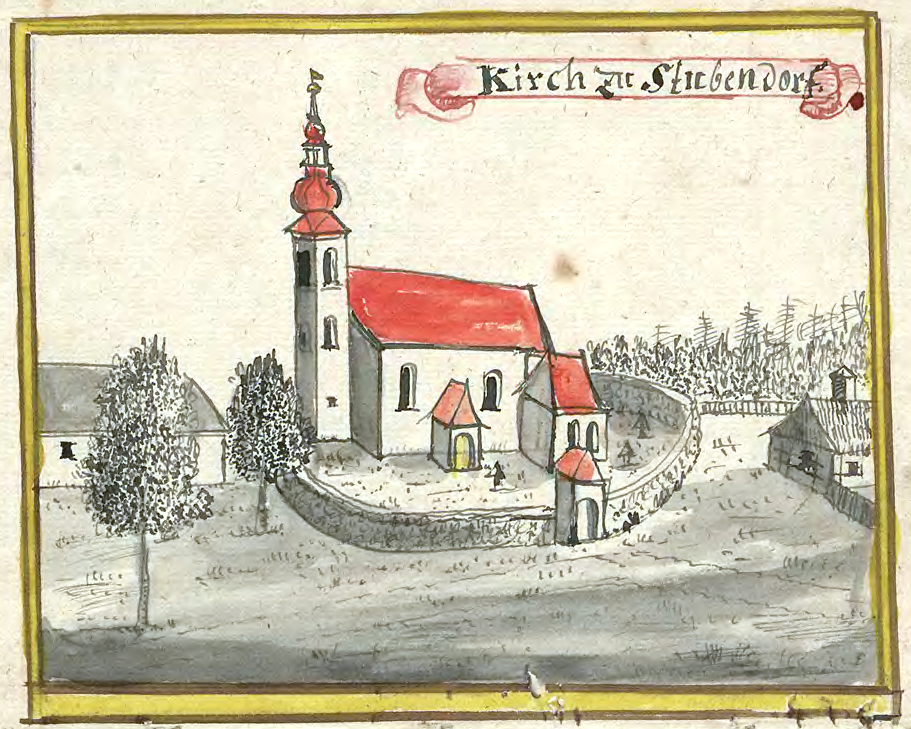
Pfarrkirche von Stubendorf (Zeichnung aus dem 18. Jh.)

Die erste urkundliche Erwähnung des Ortsnamens stammt aus einer Urkunde des Breslauer Bischofs Johann III. Romka vom 17. November 1295, in der die Pfarrei Istbisco, bzw. Yczbczko bestätigt wurde. 1318 wurde die örtliche Pfarrkirche erwähnt, die dem Archipresbyterat Groß Strehlitz angehörte. Ursprünglich gehörte das Vorwerk Stubendorf den Oppelner Herzögen und kam ab 1556 in den Besitz verschiedener Adelsfamilien, zuletzt von 1811 bis 1945 derer von Strachwitz.

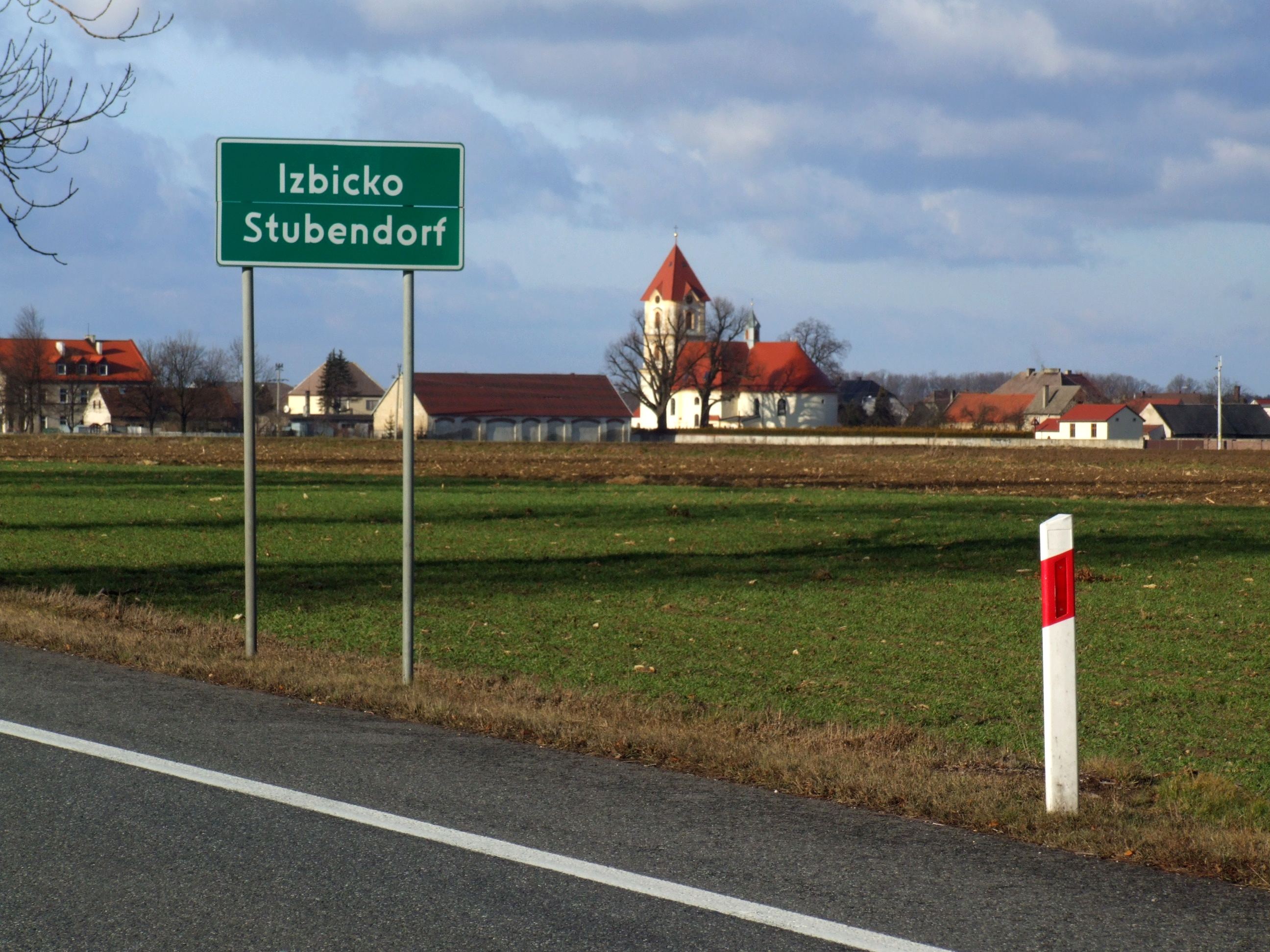
Neues Ortsschild, seit 2009

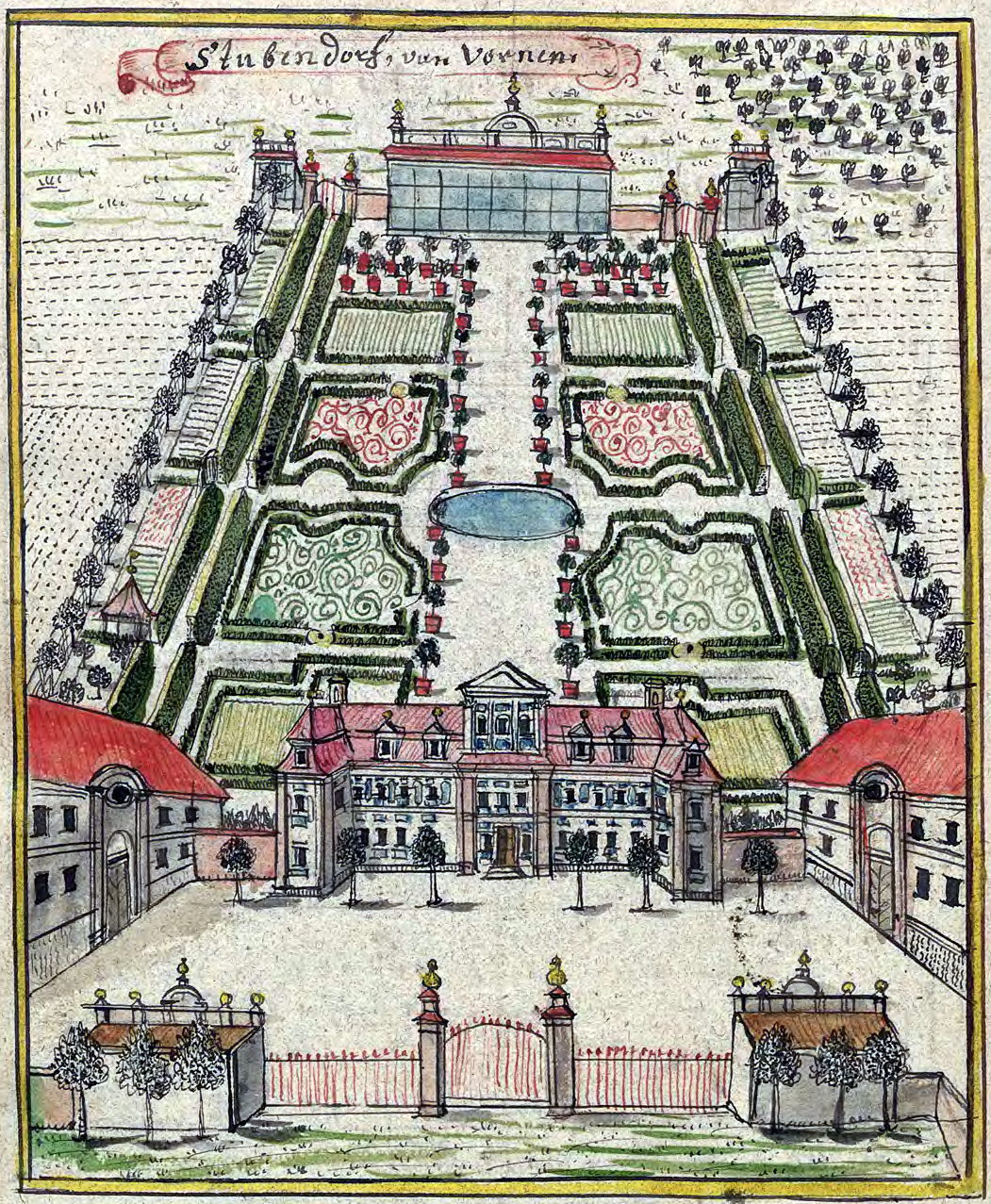
Schloss Stubendorf im 18. Jh.

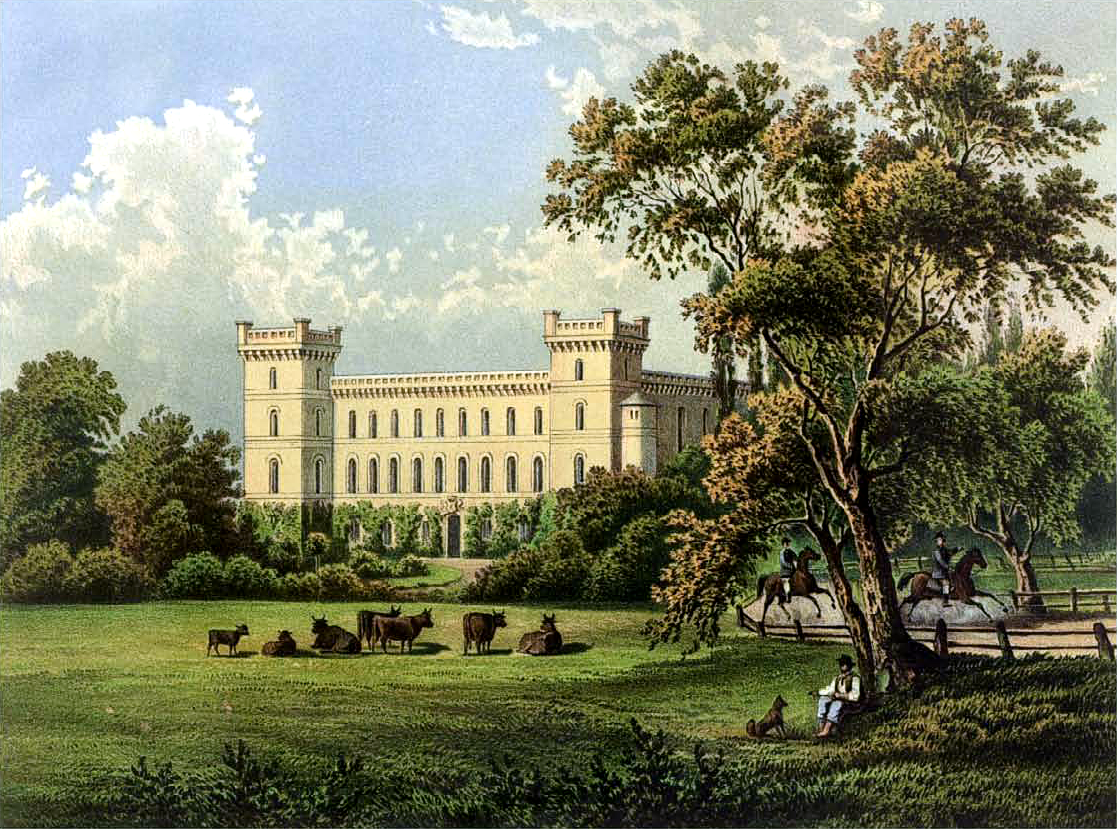
Schloss Stubendorf im 19. Jh.

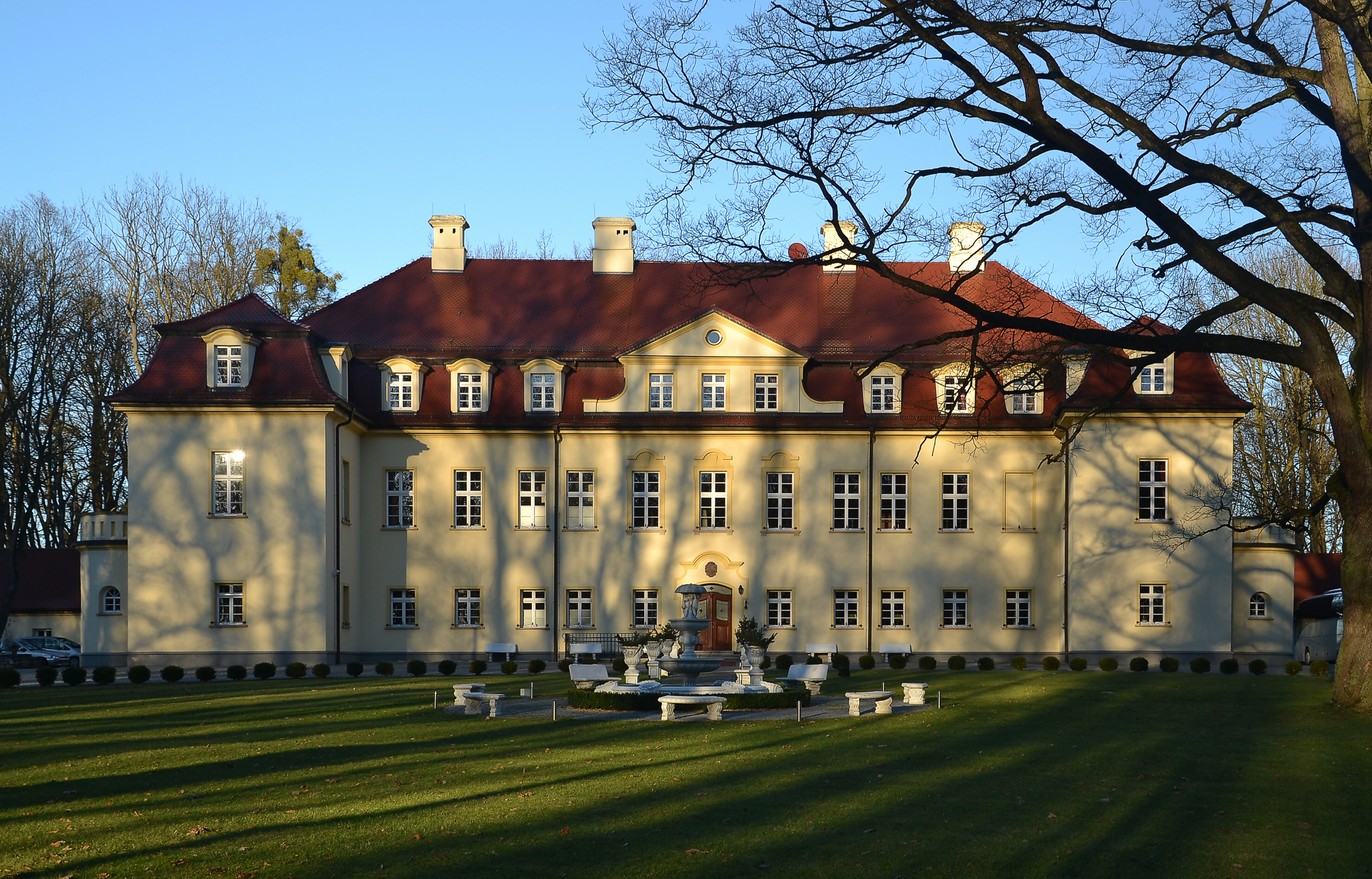
Schloss Stubendorf, 2015

Seit 1742 war Stubendorf preußisch und gehörte ab 1816 dem Landkreis Groß Strehlitz an.
Nach der Volksabstimmung in Oberschlesien 1921, die in Dorf und Gut Stubendorf ein Ergebnis von 439 Stimmen (69,4 %) für den Verbleib bei Deutschland erbrachte, brach der Dritte Polnische Aufstand in der Region aus. Das örtliche Strachwitzsche Schloss wurde von Aufständischen in Brand gesetzt und verwüstet. Der Ort verblieb in der Weimarer Republik und kam nach dem Zweiten Weltkrieg 1945 als Izbicko unter polnische Verwaltung.

### Einwohnerentwicklung
Die Einwohnerzahlen von Stubendorf inkl. Gutsbezirk:
| Jahr | Einwohner |
| ---- | --------- |
| 1844 | 503       |
| 1855 | 713       |
| 1861 | 757       |

| Jahr | Einwohner |
| ---- | --------- |
| 1910 | 961       |
| 1933 | 1028      |
| 1939 | 1104      |

## Sehenswürdigkeiten
- Die katholische Pfarrkirche St. Johannes der Täufer war ursprünglich aus Holz gebaut und erhielt 1829 einen steinernen Turm.[5] 1852 folgte das neoromanische Kirchenschiff, das 1908 um ein Querhaus und einen neuen Chor ergänzt wurde. Auch der wuchtige Turm mit Pyramidendach erhielt damals seine heutige Gestalt.[1] Die Kirche steht inmitten des örtlichen Friedhofes, auf dem sich eine barocke Nepomuk-Statue aus dem 18. Jahrhundert befindet.
- Der klassizistische Bau des Stubendorfer Schlosses wurde 1921 zerstört und in der Folge 1923–1932 neobarock erneuert.[2] Seitdem erinnert er mit seinem Mansarddach über dem zweistöckigen Mittelbau, der von einem Zwerchgiebel bekrönt wird, und den vorspringenden, eingeschossigen Seitenrisaliten, an seine historische, in Zeichnungen Friedrich Bernhard Werners überlieferte barocke Gestalt.

## Persönlichkeiten
- Hyacinth von Strachwitz-Sustky (1835–1871) – deutscher Reichstagsabgeordneter.

## Gemeinde
Die Landgemeinde Stubendorf umfasst auf einer Fläche von 84 km² elf Dörfer mit etwa 5500 Einwohnern.